# Paullu Inca
Paullu Inca, de nombre completo Huascar Túpac Paullu Inca y bautizado como Cristóbal Paullu Inca (Huaraz, 1518 - Cusco, 1549) fue un noble, político y militar incaico, considerado el último Inca formalmente investido como tal, el primer alférez real de los incas y el primer mandatario inca convertido al cristianismo. 
Paullu se caracterizó por una conducta cauta y calculadora, entendiendo que tras la catastrófica guerra civil incaica, las crisis demográficas y la desaparición del mismo Imperio inca, el futuro de los incas pasaba por adaptarse pacíficamente al nuevo régimen español.  Resaltó por su visión estratégica, la diplomacia y el don de liderazgo, siendo especialmente venerado por los nativos del Collasuyo. Sus controvertidas acciones maniobraron entre los intereses de españoles e indígenas a conveniencia, y se tornó en un personaje clave en la continuación de la nobleza inca hasta su abolición por Simón Bolívar en 1825.

## Biografía

### Origen
Huáscar Túpac Paullu Inca o Cristóbal Paullu Inca es hijo del Inca Huayna Cápac y de Añas Colque. La madre era hija del curaca de los huaylas, una dama de gran nobleza, pero ajena a la dinastía inca. Por ello Paullu no podía ostentar derechos hereditarios al trono frente a su hermano Manco Inca, de su misma edad, cuya madre era, en cambio, una ñusta cuzqueña.
Paullu vivió sus años de infancia en el Cuzco bajo el reinado de Huáscar y durante la guerra civil incaica se vio naturalmente desplegado contra los ejércitos de Atahualpa. 
Durante este tiempo, participó políticamente en las instituciones del Imperio incaico. Fue así que Paullu podría haber sido un «Ingaranti» (Virrey del Sapa Inca) en el Collasuyo, dado que los Quipucamayocs mencionaba que, tras la muerte de Huáscar, todos los súbditos del Collao y Charcas, hasta los Chuis y Chichas, lo andaban reconociendo como su Señor y le rendían sumisión como si fuera el mismo Huayna Capac. Además, su familia por tradición solía estar ligada al ámbito Ritualistico del Imperio, teniendo entre sus propiedades la administración de Huacas (como la Huaca Saucero) para el mantenimiento de la Religión incaica, y Paullu mismo estaba muy ligado con el área sagrada de Copacabana y las islas aledañas, lo que da pie a que fue criado para tener deberes políticos en los ámbitos Espirituales (laborando de yachaj), lo cual no haría sorprendente su posterior conversión al catolicismo y co-operación en la Evangelización.
Cuando las tropas atahualpistas entraron al Cuzco, los generales Quizquiz y Chalcuchímac, de acuerdo con las órdenes de su señor, se dispusieron aniquilar a todos los hijos de Huayna Cápac que hubieran podido disputar el derecho al trono. En efecto, Quizquiz encontró al príncipe dentro de las prisiones de Huáscar, destinado a morir de hambre. Cuando se le preguntó por qué estaba detenido, Paullu astutamente declaró que había sido encarcelado allí por la simpatía mostrada a Atahualpa. Sus explicaciones se consideraron plausibles y el príncipe fue puesto en libertad.
Lo que no sabía el general quiteño era que el motivo del encarcelamiento de Paullu se debía más bien a su temperamento agresivo que lo había llevado a socavar a una de las esposas de Huáscar. Sin embargo, Paullu se mantuvo al lado de Quizquiz y quizás a partir de ahí comenzó su costumbre de tomar partido, siempre y en todo caso, del lado del ganador del momento.

### Colaboración con los españoles
A la muerte de Atahualpa, Quizquiz pensó en investirlo a Paullu como Sapa Inca en contraposición al títere gobernante, Túpac Hualpa, propuesto por Francisco Pizarro, pero ya los hechos se precipitaban.
Cuando Manco Inca entró al Cuzco apoyado por los conquistadores españoles, Paullu aprovechó la mala racha de los atahualpistas y se puso abiertamente del lado de su hermano llamado Inca por los hispanos. Así, salió de la Isla del Sol (donde se refugió para protegerse del peligro de muerte en las guerras entre panacas) a recibir a los españoles, a una edad de 19 años aproximadamente.Además, el príncipe defendió los derechos de Manco Inca al trono frente a otros pretendientes, hasta la completa derrota de este último.

#### Rebelión inca y expedición a Chile
Cuando Manco Inca comenzó a idear planes para reconquistar el territorio, Paullu, naturalmente, se dio cuenta de estos diseños. Diego de Almagro, que se oponía a los Pizarro por la posesión del Cuzco, para aliviar la tensión había manifestado la intención de tantear la exploración al sur de la capital incaica en 1535, en la certeza de que en ellos había reinos tan ricos como el del Perú. Los incas, por supuesto, sabían que en el sur del Cuzco sólo había páramos y desiertos, pero hábilmente fingieron lo contrario, encantados de ver alejarse de sus fronteras a una parte considerable de sus enemigos.
Paullu y el sumo sacerdote Vila Oma se encargaron de dirigir la expedición con la secreta intención de llevarla a la perdición o al menos mantenerla alejada el mayor tiempo posible. Después de algún tiempo, Vila Oma, huyó repentinamente para llegar a Manco Inca y fomentar la rebelión y Paullu, con los nativos auxiliares, se quedó solo con los españoles, ahora en grandes dificultades (incluso recibió mensajeros de Manco Inca pidiéndole que matase a Almagro, algo inconveniente al haberse perdido como 10.000 indios). Sin embargo, el príncipe cambió de actitud y en lugar de aprovecharse de la situación se ganó la confianza de los conquistadores ayudándolos con valiosos consejos. Fue gracias a él, por ejemplo, que las tropas extenuadas por el cansancio pudieron sortear los peligros del desierto de Atacama, dividiéndose en pequeños grupos y dando así paso a pequeños pero vitales pozos para regenerarse. 
Toda está actitud relativa a la situación se fundamentaba en que Paulu, como autoridad incaica de gran prestigio, tenía la misión de dejar abiertas las opciones de paz, para los nobles incas y el imperio, con los españoles. Aunque paulatinamente iría hispanizándose, apreciando las costumbres europeas y desarrollando lealtad a la Corona española (pero jamás renunciando a su defensa por la supervivencia de las panacas incas en el régimen que se construiría tras el fin de la anarquía política de las guerras civiles y la conquista).
A su regreso a la región del Cuzco (1536), las tropas "almagristas", como ahora se llamaban las filas de Almagro, encontraron al país en plena rebelión. Durante su ausencia, Manco Inca, respaldado por Vila Oma, había desatado una auténtica guerra. Cuzco y la Ciudad de los Reyes fueron sitiados y numerosas tropas españolas habían sido derrotados en los pasos de montaña, mientras que todos los colonos aislados habían sido masacrados.
Almagro, defraudado por su expedición a Chile, quiso apoderarse del Cuzco, defendido con ahínco por los hermanos de Pizarro, aprovechando que éste, sitiado en Lima, no podía ayudarlos. Sin embargo, no quería tener que pelear en dos frentes y pensó que lo mejor era tratar de llegar a un acuerdo con Manco Inca a quien le unían sentimientos de amistad. Algunos reporteros culpan a Paullu de la responsabilidad de interrumpir las conversaciones, pero su intervención no está probada. Ciertamente sabemos que cuando el adelantado Almagro llegó a la pelea con Manco Inca, Paullu no intervino para apoyar a su hermano.
Manco Inca tuvo que retirarse y Almagro logró conquistar la capital de los incas encarcelando a los Pizarro ahora abiertamente sus enemigos, pero un contingente español se abría paso para liberar Cuzco creyendo que aún estaba sitiado por los incas. Estas tropas eran leales a los Pizarro y, cuando supieron la noticia, el choque con los almagristas se hizo inevitable.

### Participación en las guerras civiles entre los conquistadores españoles

#### Apoyo a Almagro
Así estalló la batalla de Abancay cerca del Cuzco y Almagro ganó el choque. Paullu y sus hombres también lucharon junto a las tropas almagristas y contribuyeron a la victoria, tanto que Almagro, para recompensar al príncipe amigo, lo nombró Sapa Inca en lugar del caído Manco Inca (1537).
Siguieron días de intensa satisfacción para Paullu. Su hermano Manco Inca estaba prófugo, era el nuevo Señor Supremo de los incas (desarrollando una corte real de indios en el Cusco) y su aliado Almagro era el señor del Cuzco. Incluso tuvo la protestad de matar españoles (generando irritación en los conquistadores por el hecho de que Almagro le diese la autoridad para matar cristianos). En ello aprovecho en azuzar a Almagro a vencer a Pizarro, mencionando que así Manco Inca dejaría de pelear con los españoles. Mientras que no participó en la confrontación del almagrista Rodrigo Orgóñez contra Manco Inca.
Las peleas entre los conquistadores españoles, sin embargo, fueron solo al principio y los Pizarro presionaban para una revancha que no se hizo esperar con la batalla de las Salinas. Paullu obviamente luchó con sus hombres del lado de Almagro, pero la victoria fue para Pizarro y el príncipe inca se encontró repentinamente del lado de los perdedores.
Sin embargo, Hernando Pizarro tuvo la oportunidad de comprender la utilidad de este Inca colaboracionista y le ofreció tomar partido por él. Esto para Paullu fue un golpe de suerte inesperado que no se podía dejar caer. A partir de entonces se convirtió en el más fiel de los nuevos señores de la tierra de sus antepasados.

#### Expedición al Collao y apoyo a los Pizarro
Derrotado Almagro y habiendo procedido a ejecutarlo contra toda regla, el codicioso Hernando Pizarro dirigió su atención a las tierras inexploradas del reino de los incas. Entre estos estaban los distritos conocidos como el Collao, la meseta cercana al lago Titicaca. Pronto se preparó una expedición y Paullu estaba en el juego con un gran contingente de nativos leales a él. La región estuvo habitada por tribus guerreras que, hábilmente solicitadas por los incas, se dispusieron a defender su territorio.
Una primera colisión ocurrió cerca del Desaguadero, un arroyo al sur del gran lago. Los indígenas habían inutilizado el puente que unía las dos orillas y Hernando se aventuró audazmente en una balsa improvisada bajo el fuego de sus flechas. Su armadura lo protegió, pero los remeros fueron alcanzados y la balsa a la deriva, mientras que los españoles que quedaron en la orilla, tratando de intervenir, fueron tragados por el lodo muy profundo de las orillas. Paullu, en este punto, entró en acción con sus hombres y, manteniendo a raya a los enemigos, puso a salvo a su protector.
La colaboración del príncipe no se limitó a esta hazaña. Cuando los hombres de Gonzalo Pizarro más tarde se vieron reducidos a un mal comienzo y se encontraron atrincherados en su propio campamento, los hombres de Paullu marcaron la diferencia y permitieron que los españoles resistieran hasta que llegaran sus compatriotas. Numerosos conquistadores admitieron más tarde que su salvación dependía únicamente de la intervención del príncipe colaboracionista.
Paullu participó activamente en las campañas posteriores puestas en marcha para capturar a Manco Inca y también en esta ocasión sus fieles resultaron de gran utilidad. En una lamentable situación en la que los españoles perdieron, en una emboscada, a treinta y seis hombres y quedaron bloqueados, fueron los indígenas auxiliares los que soportaron el peso del ataque enemigo e informaron a los demás españoles del incidente, permitiendo el rescate.

#### Del bando real
Tras la violenta muerte de Francisco Pizarro en 1541 a manos de los partidarios de Almagro el Mozo y la consiguiente rebelión que derivó este último, Paullu logró mantener un perfil bajo. Al encontrarse en Cuzco, bajo el dominio del joven Almagro, fue necesario que se pusiera del lado de este último, pero su aporte fue sólo simbólico y se materializó en el envío de un pequeño grupo de seguidores que prácticamente no hicieron más que presenciar la batalla de Chupas.
Su postura fue diferente cuando Gonzalo Pizarro se levantó contra el poder del rey de España y desató una verdadera guerra civil al unir a la mayoría de los peruanos de origen ibérico (1544). Al principio a todos les pareció que su iniciativa estaba destinada al éxito y, por supuesto, Paullu se contó de inmediato entre sus seguidores. Sus hombres se encargaron de patrullar los caminos de la costa y, de hecho, impidieron cualquier conexión entre las fuerzas leales al rey. Sin embargo, cuando el avance de Pedro de la Gasca, el nuevo comandante de las fuerzas gubernamentales, era imparable, Paullu entendió que era necesario cambiar de partido una vez más. Para ello sacrificó a su cuñado, Pedro de Bustinza, esposo de su hermana Quispique, que fue capturado por las tropas reales por recomendación del lugarteniente de Paullu que lo acompañaba.
Una vez más Paullu Inca había demostrado su capacidad para salir ileso de los acontecimientos políticos más peligrosos.

### Vida en el Cuzco

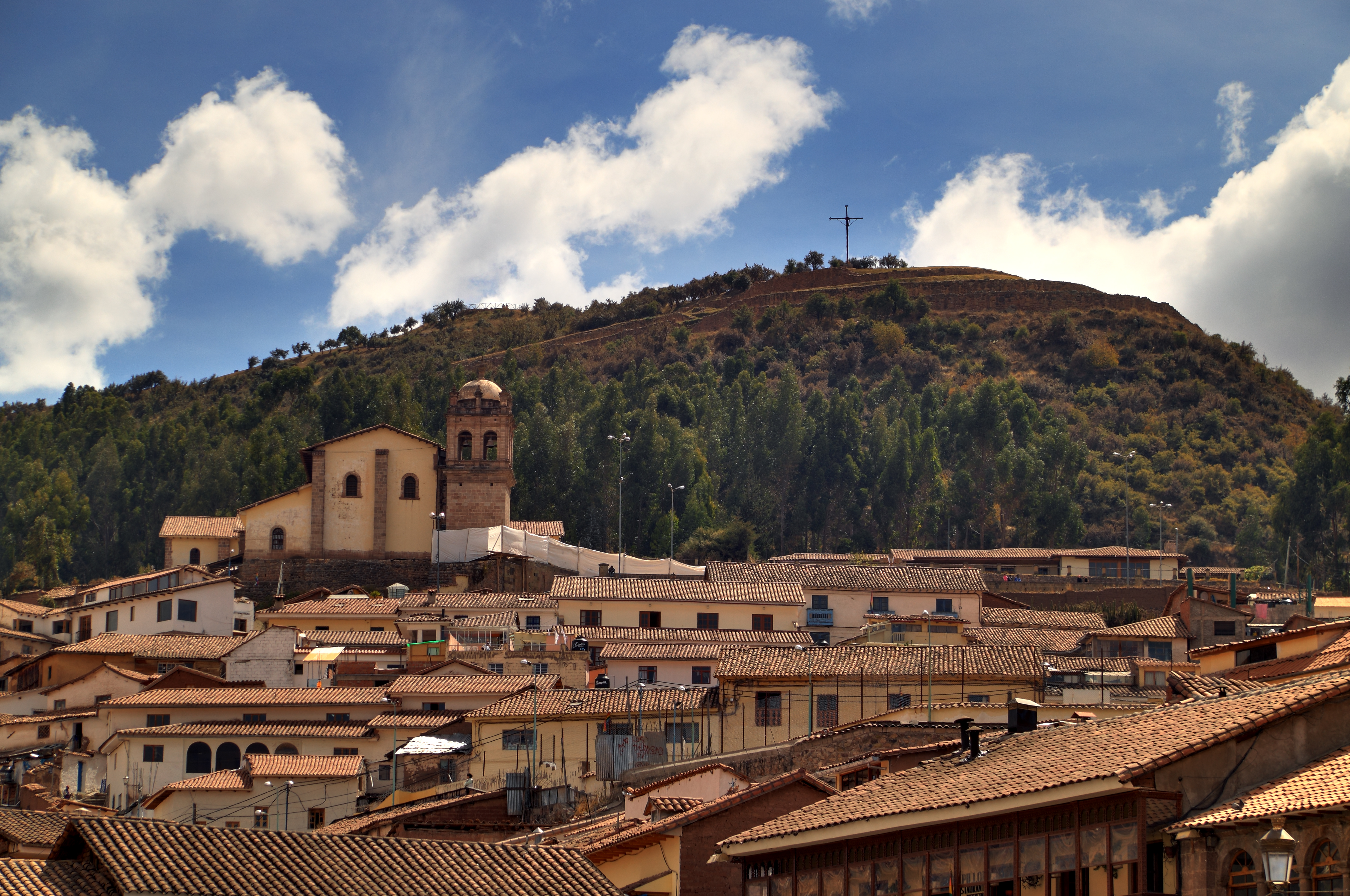
Vista sobre la Iglesia de San Cristóbal, construida en el por iniciativa de Cristóbal Paullu Inca.

Entre campañas militares, Paullu disfrutaba de una vida lujosa en la capital del imperio de sus antepasados. Le habían permitido montar una especie de palacio en la antigua casa inca de Colcampata y allí vivía rodeado del respeto, al menos formal, de sus súbditos indígenas. Por su colaboración había recibido algunos elogios que le proporcionaban lo necesario para llevar una vida cómoda.
Sus relaciones con los españoles fueron, para él, satisfactorias. Había dado el gran paso de considerar superiores e invencibles a los ibéricos y ahora intentaba por todos los medios españolizarse. No hablaba ni escribía en castellano, pero la circunstancia no le impidió hacer que se hiciera una "probanza" de sus méritos para Carlos I de España. Todas sus hazañas fueron recogidas y documentadas en este trabajo y el resultado fue muy halagador. El monarca español movido por la lealtad de este súbdito lejano incluso le otorgó un escudo de armas. Estaba rematado por un águila rodeada de palmas sinopia, incluía un puma dorado y dos serpientes rojas, todo ello rodeado por una borla imperial con la inscripción "Ave María" y ocho cruces de Jerusalén.
Sin embargo, quedó una mancha en la vida de Paullu Inca. Era pagano y, por tanto, se le impedía participar plenamente en la vida política del Cuzco, que basaba muchas de sus instituciones en la religión católica. La decisión del príncipe no se hizo esperar. Pidió el bautismo y pasó cinco meses aprendiendo los conceptos básicos de la nueva fe que pretendía abrazar. Al final de esta especie de catecismo, Paullu Inca fue finalmente bautizado con el nombre de Cristóbal en 1545, en deferencia a su prestigioso padrino, el gobernador Cristóbal Vaca de Castro. Su esposa Mama Tocto Ussita quien se convirtió en Doña Catalina y muchos otros parientes fueron admitidos al bautismo con él.
En 1546 ordenó la construcción de una capilla en honor a San Cristóbal de Licia donde tiempo después sería enterrado.

### Muerte
Mientras Paullu Inca disfrutaba de su fortuna en el Cuzco, la corte de los Incas de Vilcabamba, cansada de la dura guerra en las montañas, acordó establecer una serie de negociaciones para lograr el fin de las hostilidades. Una de las cláusulas era el reconocimiento de inmunidad a los incas "rebeldes" y la atribución de unas posesiones cercanas al Cuzco a su soberano, el hijo de Manco Inca, Sayri Túpac. Los españoles aceptaron sin reservas y el propio Paullu fue a encontrarse con su sobrino para acompañarlo personalmente a la capital. Durante el viaje, sin embargo, enfermó y se vio obligado a regresar al Cuzco, donde murió a los pocos días (1549). La reconciliación con Sayri Túpac quedó, por ello, suspendida, pero habría tenido éxito después.

## Descendencia
Las crónicas hablan de al menos una treintena de hijos ilegítimos reconocidos y se sospecha que hubo muchos más. Su único heredero, sin embargo, fue Carlos Inca tenido con Doña Catalina Tocto quien, además, le había dado otro hijo llamado Felipe, oficializaron el matrimonio dos dias antes de que Paullu falleciera. El joven fue educado a la forma hispana y participó en la vida política del Cuzco, asumiendo cargos y honores. Se casó con una española, María de Esquivel, con quien tuvo un hijo llamado Melchor Carlos Inca y se involucró activamente en actividades comerciales, aumentando considerablemente sus ya conspicuas sustancias. Sin embargo, estuvo involucrado en el levantamiento de los mestizos que se descubrió en 1567 y en 1572 incluso fue arrestado y sus bienes confiscados, por orden del virrey Francisco de Toledo. Sin embargo, el rey de España se interesó personalmente por su suerte y en 1574 fue absuelto de todos los cargos y pudo regresar al Cuzco donde murió en 1582. Su hijo Melchor Carlos Inca le sucedió, llegando incluso en España para pedir donaciones a la Corona donde fue condecorado con la Orden de Santiago, pero se le impidió regresar al Perú. Dentro de unas pocas generaciones, el linaje Carlos Inca de Paullu Inca se habría extinguido con sus descendientes.
Descendencia
El virrey Toledo ordenó el empadronamiento de todos los hijos de Paullu Inca residentes en la parroquia de San Cristóbal, llevada a cabo por el capitán Martín García de Loyola (1572).
- Paullu Inca & Catalina Tocto Ussica (quien posiblemente fuera su media hermana)
  - 1: Carlos Tupac Inca, al que nombró heredero dos días antes de su fallecimiento. & María Amarilla de Esquivel
    - Melchor Carlos Inca Amarilla de Esquivel 
      - Juan Melchor Carlos Inca  - Sin descendencia.

  - 2: Felipe Inquill Tupac
- Paullu Inca & Magdalena Antay
  - 3: Bartolomé Quispe Atauchi
    - Martin Tito Atauchi
      - Juan Ramos Tito Atauchi
        - Ascencio Ramos Tito Atauchi Inca
          - Descendencia confirmada hasta la familia Obando (Tito-Atauchi Obando) del Cusco.
- Paullu Inca & Ana Coca Quispe
  - 4: Diego Cayo Tupac
  - 5: Catalina Choque Coca
- Paullu Inca & Inés Payco
  - 5: Cristóbal Tupac Yupanqui
  - 6:  Martin Maco Tupac
- Paullu Inca & Isabel Huayro
  - 7: Luis Cusirimachi
- Paullu Inca & Juana Choque
  - 8: Pedro Huaritito
- Paullu Inca & Juana Sulca Ticlla
  - 9: Cristóbal Quispe Tupac
- Paullu Inca & SD
  - 10: Francisco Huari Tupac
  - 11: Angelina Pilco Sisa Ñusta
  - 12: Alonso Tupac Atau. Emprendió contra su medio hermano Carlos Inca, un litigio donde solicitaba la correcta repartición de la herencia de su padre entre todos sus hijos.
  - 13: Hernando Pomacapi
  - 14: Francisco Tupac Huallpa
  - 15: Felipe Sairi Tupac Inca
  - 16: Beatriz Cusirimay Coya

## Controversia historiográfica

### Diarquía con Manco Inca
Ha habido varios historiadores planteando que Paullu Inca pudo haber hecho una Diarquía con el Inca rebelde a los españoles, Manco Inca, a la usanza de las diarquías Incaicas entre el Capac Inca y su sucesor. Todo esto se basaría en la correspondencia entre Paullu y Manco. 
Ello implicaría re-evaluaciones historiográficas sobre que tan sincera habría sido la lealtad inicial de Paullu con los Conquistadores españoles (quien alternaba de alianzas acuerdo a los bandos ganadores para legitimarse) o que tan anti-hispánica habría sido su rebelión de Manco Inca (pues incluso este buscaba pactar con algunos aliados de los españoles para hacerlos enfrentar entre sí durante las Guerras civiles). Aquello indicaría que existieron 2 Incas que ejercían paralelamente su reinado (uno en Cuzco y otro en Vilcabamba) con consentimiento de la Nobleza incaica (cansada en realidad de las guerras entre panacas), y que el Tahuantinsuyo virtualmente aún seguía existiendo, donde ambos co-operaban en secreto por lograr al menos la supervivencia de la «casa real peruana» entre la anarquía política, sea a través de la rebelión o la negociación con los españoles, que se hacían cada vez más desconfiables por la inestabilidad de sus promesas (hasta que los malentendidos con los conquistadores se resolvieran cuando la Monarquía Española interviniese directamente tras la Gran Rebelión de Encomenderos y los Incas de Vilcabamba buscasen la reconciliación al entenderse mejor las intenciones del Rey de España, favorable a la Nobleza indígena y en contra de los conquistadores que violasen los pactos con los indios). 
La hipótesis se reforzaría cuando, antes de ir a recibir a los españoles, se dio el matrimonio del Inca Paullu con una hermana suya que se encontraba en el Acllawasi de Coati (un matrimonio previo al que tuvo con doña Catalina tras convertirse al catolicismo), lo cual era parte del ritual de coronación incaico y podría dar indicios a una coronación paralela a la de Manco Inca (quien primero fue aceptado por las panacas del Cuzco y luego reconocido por los españoles que buscaban colaboracionistas, en vez de la errónea creencia de que Pizarro lo invistiese arbitrariamente como títere). También se sabe que cuando los Incas de Vilcabamba iban escondidos a la ciudad del Cuzco, llegaban a ser hospedados en secreto por Paulo Inca (en su palacio de Colcampata), lo que haría entrever que el «inca legítimo» (impuesto por los españoles) le rendía cierta sumisión al «inca rebelde«, al menos inicialmente y pese a su rebelión del Estado neoincaico.

"Hemos partido de la constatación que Paullu fue coronado como Inca, pero como solamente de uno de los suyos del imperio y hemos podido seguir la relación con su hermano desde este momento. Entonces se lo observa actuando con gran autoridad aunque subordinado a Manco. Luego se evidenciará su estrecha relación con la zona del Collasuyu, justamente el lugar último de la resistencia inca, fuera de Vilcabamba, por supuesto. De este modo en la historia que se puede seguir en cuatro momentos de la vida de Paullu, ligados al de la Conquista, encontramos que su actuación pasó de un total apoyo a su hermano Manco en el Cusco y objeto de la confianza de éste cuando fue enviado al Collasuyu con Vilac Umu, a una actitud de prudencia frente al conquistador y a su poderío bélico. Parece entonces que Paullu marca su independencia frente a su hermano que no se aprecia cuando estaban juntos en el Cusco. Sin embargo, si bien por un lado Paullu trata de mostrarse lo más fiel posible a los españoles, nunca deja de mantener viva la posibilidad de una resistencia ante ellos en manos de Manco. Paullu lo alienta a resistir y quizás colabora para que no sea totalmente derrotado. Al mismo tiempo los españoles siempre desconfían de él pero lo necesitan y lo lisonjean con honores y bienes. Durante el último periodo, cuando Paullu se instala en el Cusco y es bautizado, parecería que los roles se trastocan y Manco pasa a jugar el rol secundario. En esta posibilidad de diarquía, Manco asume el papel de Inca auca o guerrero y Paullu yachaj u organizador y religioso. Las resonancias de su rol se hacen patentes en la figura de un hijo de Paullu, Francisco Tito Yupanqui, el escultor de la famosa Virgen de Copacabana, objeto de extendido culto."
Ximena Medinaceli